# OSV-96狙擊步槍
OSV-96“胡桃鉗”（英語：OSV-96“Cracker”）是一款由俄罗斯圖拉KBP儀器設計廠研製的12.7毫米（.50英吋）大口徑重型半自動狙擊步槍（反器材步槍），發射12.7×108毫米俄羅斯口徑（.50俄羅斯）步枪子彈。
其主要用途是打擊距離超過1,000公尺（1,093.61码，3,280.84英尺，0.62英里）的目標、反狙擊、貫穿厚厚的牆壁和輕型裝甲戰鬥車輛。

## 歷史
OSV-96是由1990年代初俄罗斯圖拉KBP儀器設計廠研製的12.7毫米（.50英吋）V-94（俄語：В-94）試作型反器材步槍改進而成，該槍是以1980年代阿富汗戰爭經驗而研製的一種大口徑反器材狙擊步槍的原型。OSV-96除了用以出口以外，目前亦已經被俄罗斯特种部队和在车臣的内務部部隊少量採用。

## 設計細節
這款步槍能夠用以攻擊最遠距離超過1,800公尺（1,968.5码，5,905.51英尺，1.12英里）的敵方人員，以及超過2,500公尺（2,734.03碼，8,202.1英尺，1.55英里）的軍用、戰鬥物資（快艇、停放或低飛的飛機或直升機、雷達設施、通信系統以至导弹）。作為反器材步槍，其用途大體上和美国巴雷特系列12.7毫米反器材狙擊步槍相同。作為一種有效的反狙擊武器，OSV-96可使使用的射手的瞄準射程超過常規型口徑輕兵器的瞄準射程。
OSV-96是一枝使用傳統型氣動式操作和四鎖耳（英語：Lug）轉拴式槍栓的半自動步槍。它裝有一個由塑料製造的活塞以及一個同樣由塑料製造的手槍握把。由於大口徑狙擊步槍的最大弱點在於其後座力和體積，在設計OSV-96時有對此作出對策。
OSV-96採用了很長的自由浮動式槍管，並且在槍口裝上了大型雙室式制退器，使其後座力大大降低。V-94試作型反器材步槍的槍口制退器為矩型設計，而改進型OSV-96的槍口制退器則為圓筒型設計，兩者的導氣孔都設在左右兩側。槍托上裝上了一塊橡膠製緩衝底板，亦可減少其後座力。槍身鉸鏈前方的槍管管套上裝上了折疊式提把和折疊式兩腳架，前者方便士兵攜行，後者能夠讓其「懸掛」在樹幹上的縱向平面上並讓其可以在任何表面上使用，但是裝在其槍管管套上的缺點是由於其槍管管套與槍管過近，會影響射擊時的精度。槍托為木製，並在槍托上裝上一塊黑色塑料製造的托腮板，但是長度和高度不可調節。
OSV-96最明顯的特點就是它能在槍管／膛室和機匣組件之間向右進行折疊。在槍身伸展以下，其總長度達到1,746毫米（68.74英吋），這樣的長度無疑地會大大影響到機動性和隱蔽性。因此該槍在設計時採用槍身折疊的方式縮短其長度以方便攜帶。槍機可直接在槍管延伸部閉鎖，槍管和機匣之間以鉸鏈連接。將OSV-96折疊時，使用者首先需要向後拉動槍機並以槍機卡榫鎖定槍機位置，然後鬆開裝在槍管尾部機匣左側的大型槍管鎖，再將其對半折疊即可。槍身折疊後的全長縮短至1,154毫米（45.43英吋），這樣就能夠節省空間，方便儲藏、攜帶和運輸。即使在折疊狀態以下，它也可以迅速重新展開並進入戰鬥發射模式。
俄羅斯的.50口徑狙擊步槍，例如這款步槍發射的是已經為狙擊而開發的專用高精度12.7×108毫米7N34 59.0克（911格令）全金屬被甲型（英語：Full Metal Jacket，簡稱：FMJ）及穿甲型（英語：Armor-Piercing，簡稱：AP）狙擊彈藥，或是諸如B-32、BZT、BS等各式穿甲燃烧弹（英語：Armor-Piercing Incendiary，簡稱：API），能夠在100公尺（109.36码，328.08英尺）的距離上擊穿18—20毫米（0.71—0.79英吋）厚的鋼板。OSV-96也可以通用12.7毫米大口徑普通機槍彈以進行射擊，但其精度會因而受限。其可拆卸式彈匣裝在機匣下方。
OSV-96可以在機匣機匣左側的華沙條約導軌上裝上眾多的光学瞄准镜或是夜視瞄準鏡，例如POS 12×54光學瞄準鏡或是PKN夜視瞄準鏡。這枝步槍並具有在V-94試作型反器材步槍上所沒有的可折疊式緊急後備機械瞄具，分別是槍口後方的準星和機匣上方設置的照門，當狙擊鏡損壞時仍然可用作緊急瞄準的備用瞄準具。
由於OSV-96的缺點是噪音過大，因此建議在射擊時要配帶耳塞。

## 使用國
- - 阿塞拜疆陸軍
- 白俄羅斯
  - 白俄羅斯陸軍特種部隊[2]
- 埃及
  - 埃及特種作戰部隊
- 印度
  - 印度海軍突擊隊[3]
- 伊朗
- - 空降部隊
  - 特種部隊單位[4]
- - 山區步槍旅
  - 特種部隊單位[5]
- 利比亞：於2011年利比亞内戰期間被國民解放軍及起義群眾所使用。
- 蒙古国
  - 特種部隊單位[6]
- 俄羅斯
  - 俄羅斯聯邦武裝力量
  - 俄羅斯聯邦內務部
  - 俄羅斯聯邦司法部（英语：Ministry of Justice (Russia)）
  - 俄羅斯聯邦安全局[7]
  - 俄羅斯聯邦國家近衛軍
- 叙利亚
  - 敘利亞阿拉伯軍隊[8][9][10]
- 越南
  - 越南人民軍（由Z111廠授權生產，原廠名稱為SBT12M1）[11][12]
- 葉門
  - 特種部隊單位

### 非國家團體
- 自由敘利亞軍

## 登場作品

### 電子遊戲
- 2017年—：命名為“Shipunov K96”。

### 電影動畫
- 2015年—《劇場版》：由前日本公安局執行官、現東南亞聯盟反抗軍指揮官兼顧問狡嚙慎也（こうがみ しんや，聲優：關智一）所使用。

### 漫画
- 2009年—《枪械少女！！》：第九十九话登场，隶属红钢工业高中。

## 圖集

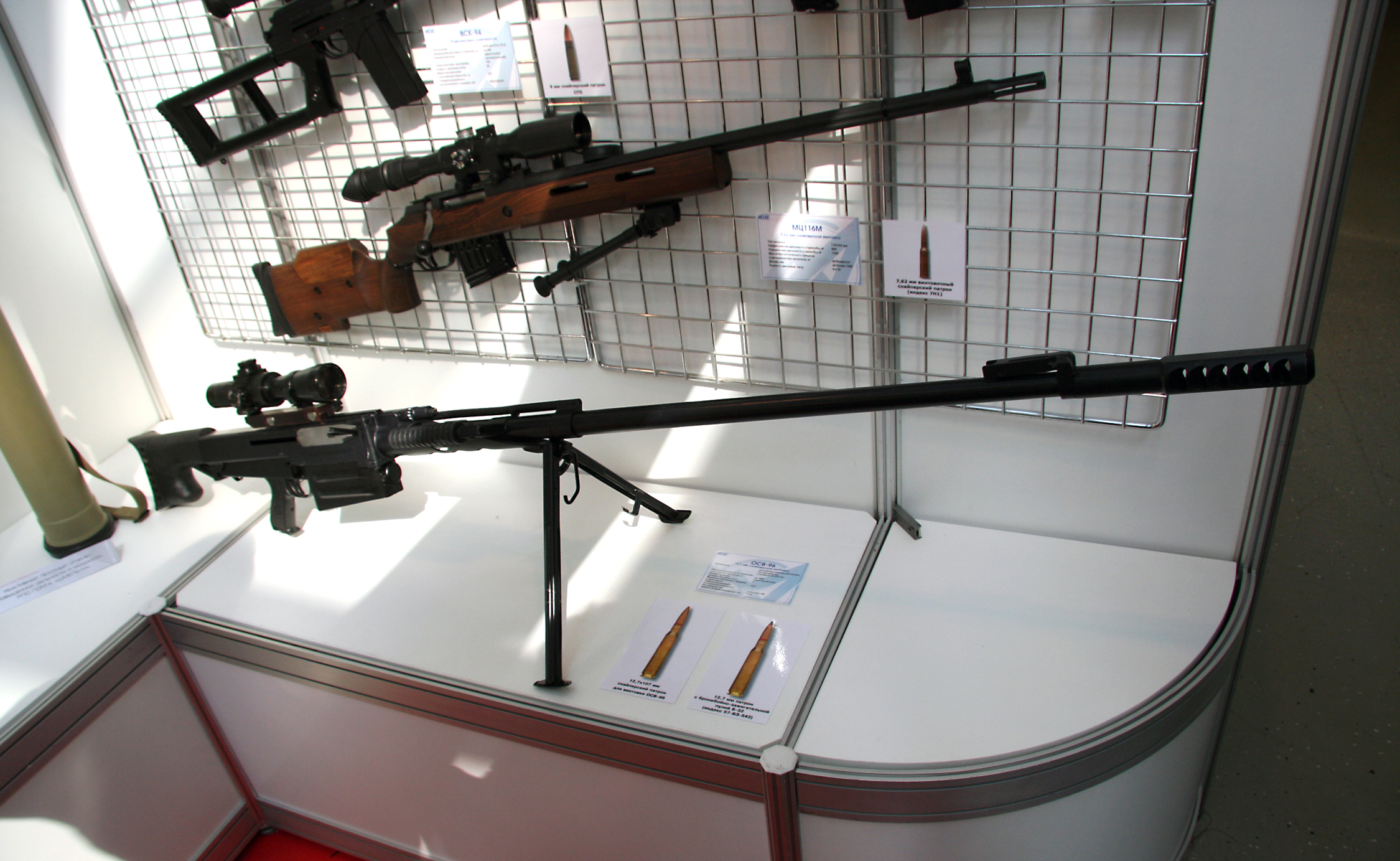
2008年IDELF展覽上的OSV-96重型狙擊步槍和MTs-116M狙擊步槍展出槍
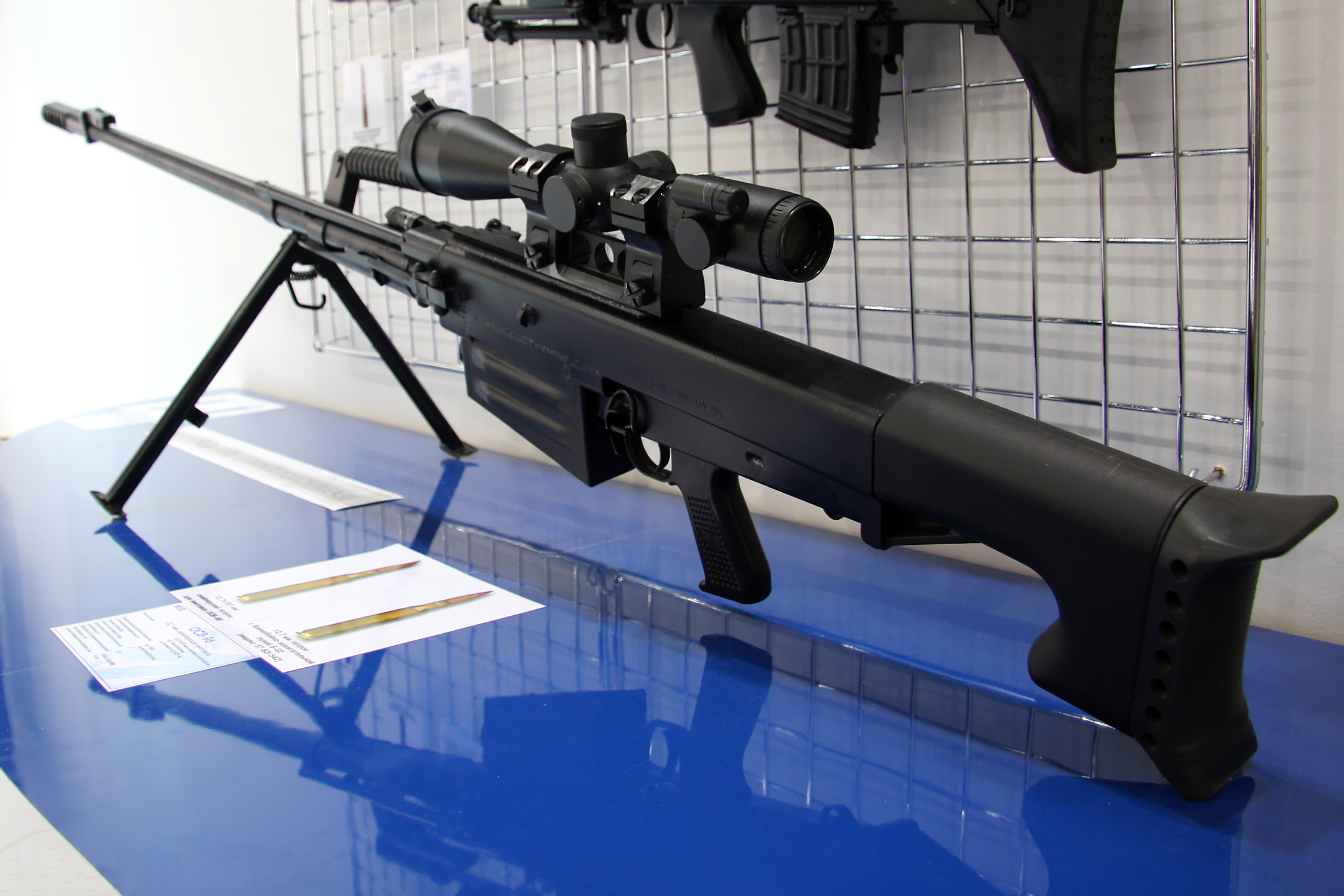
2009年莫斯科国际航空航天展览会（MAKS）上的OSV-96重型狙擊步槍展出槍
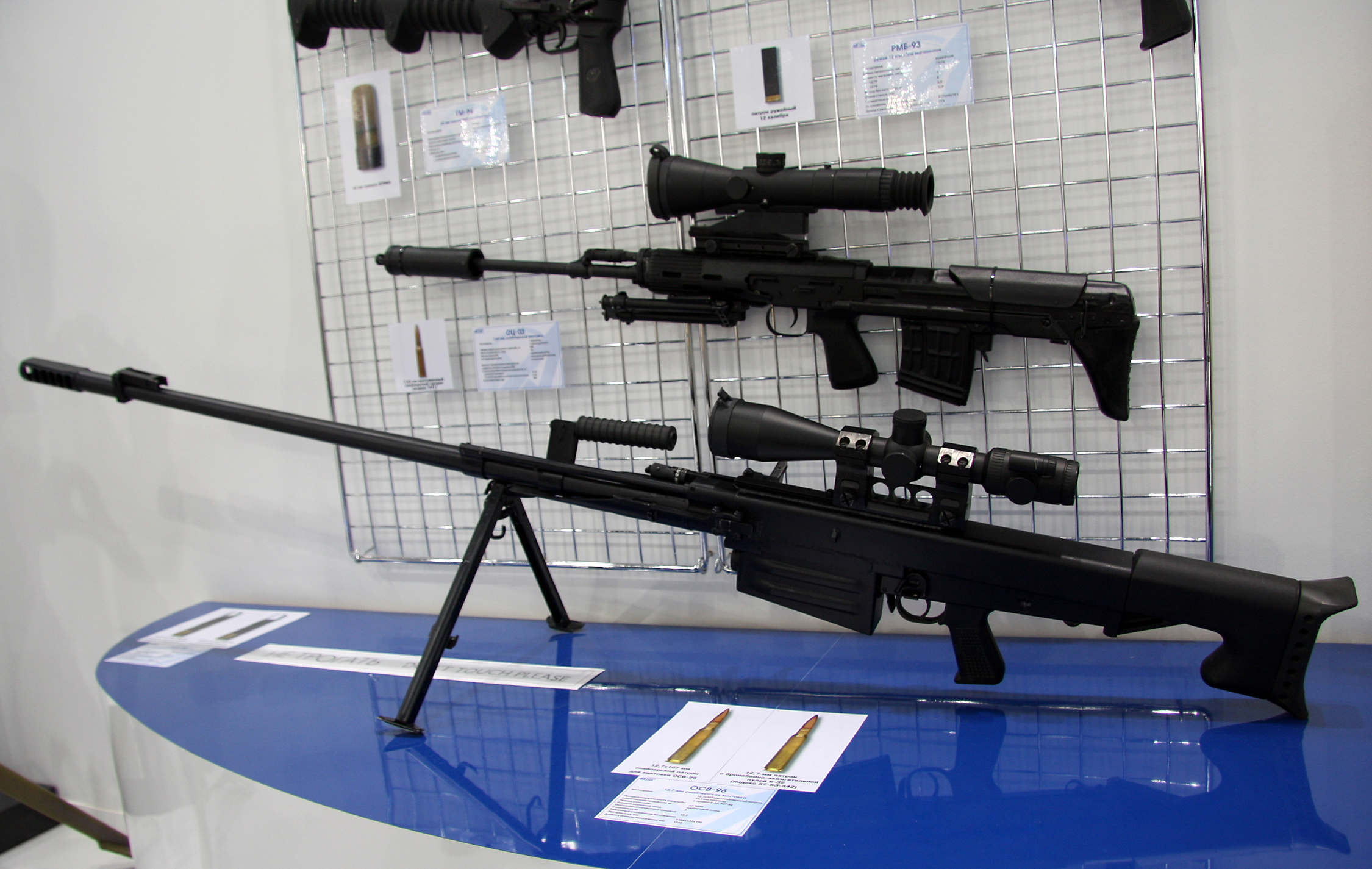
2009年莫斯科国际航空航天展览会（MAKS）上的OSV-96重型狙擊步槍和OTs-03狙擊步槍展出槍
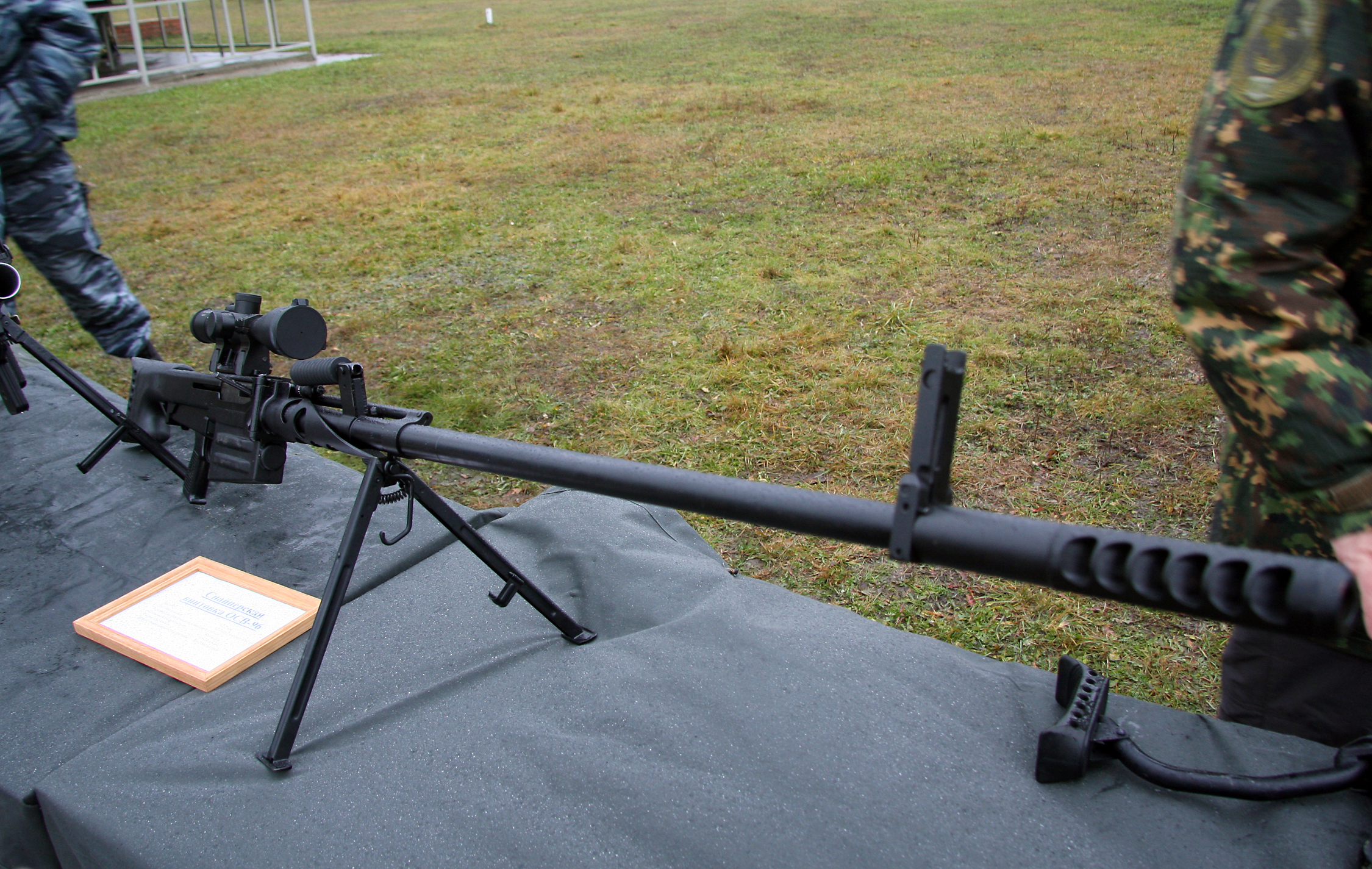
2009年俄羅斯國際軍警安防設備展（Interpolitex 2009）上的OSV-96重型狙擊步槍展出槍
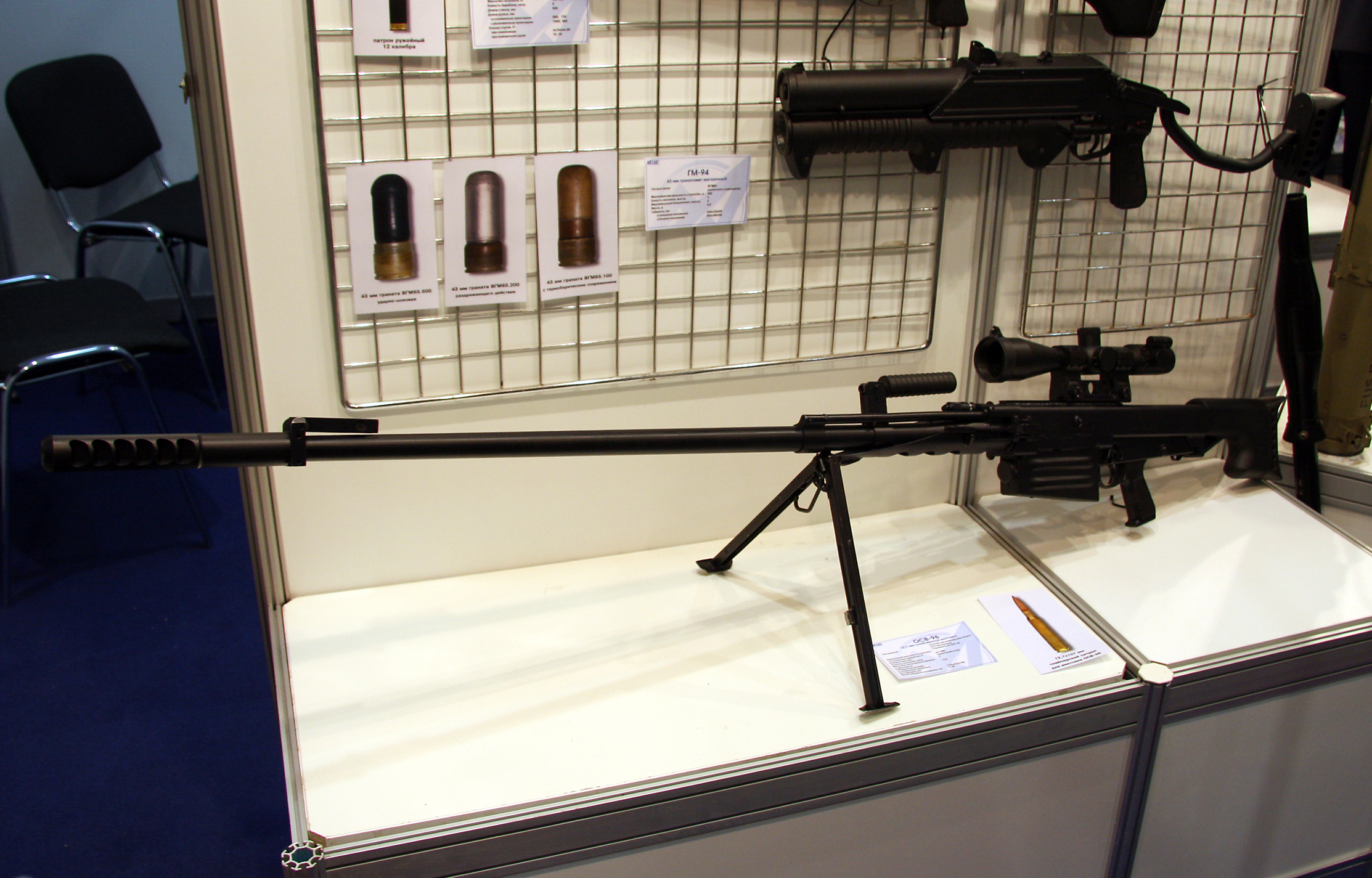
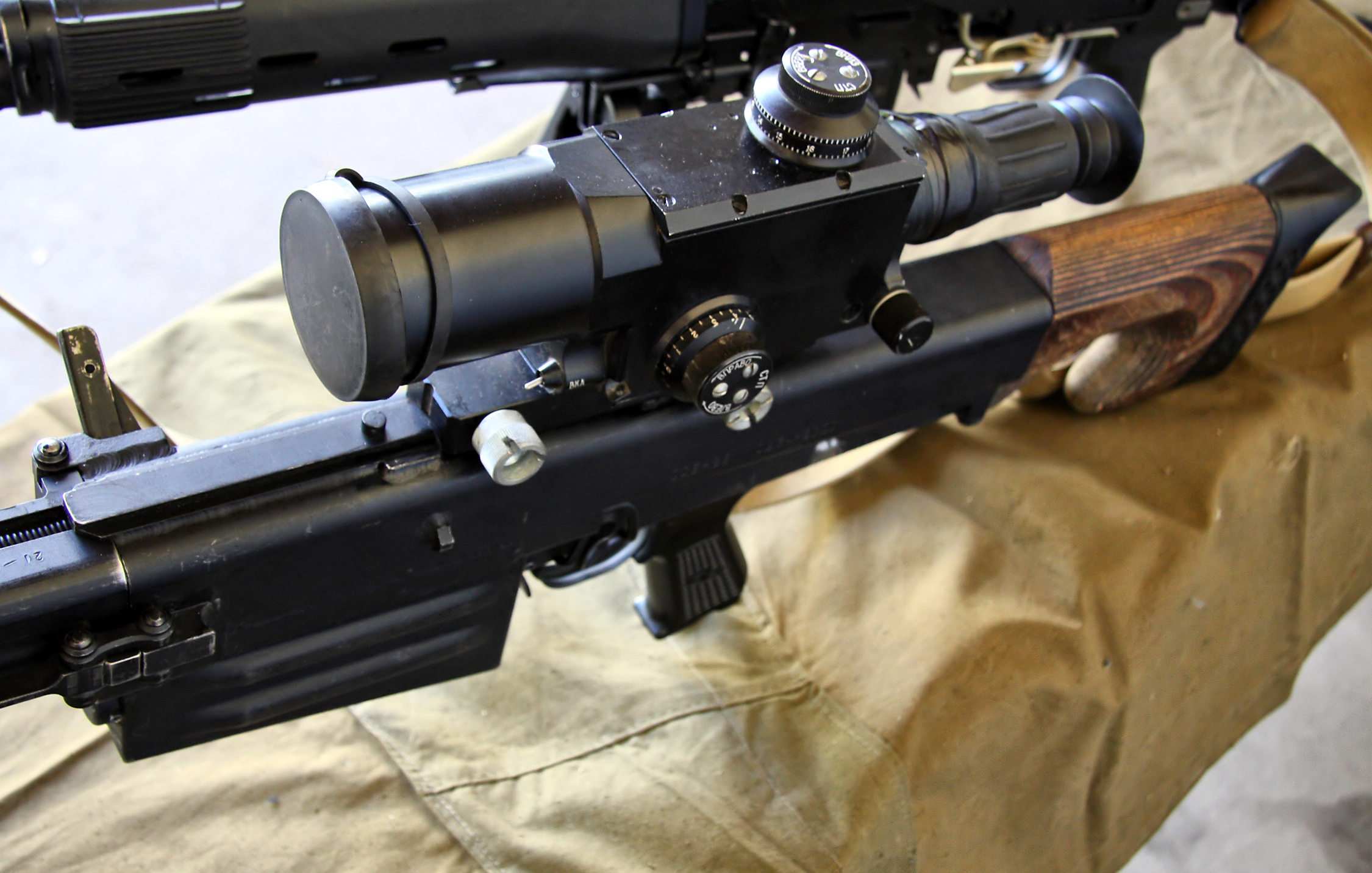
裝上POS 12×54光学瞄准镜的OSV-96重型狙擊步槍
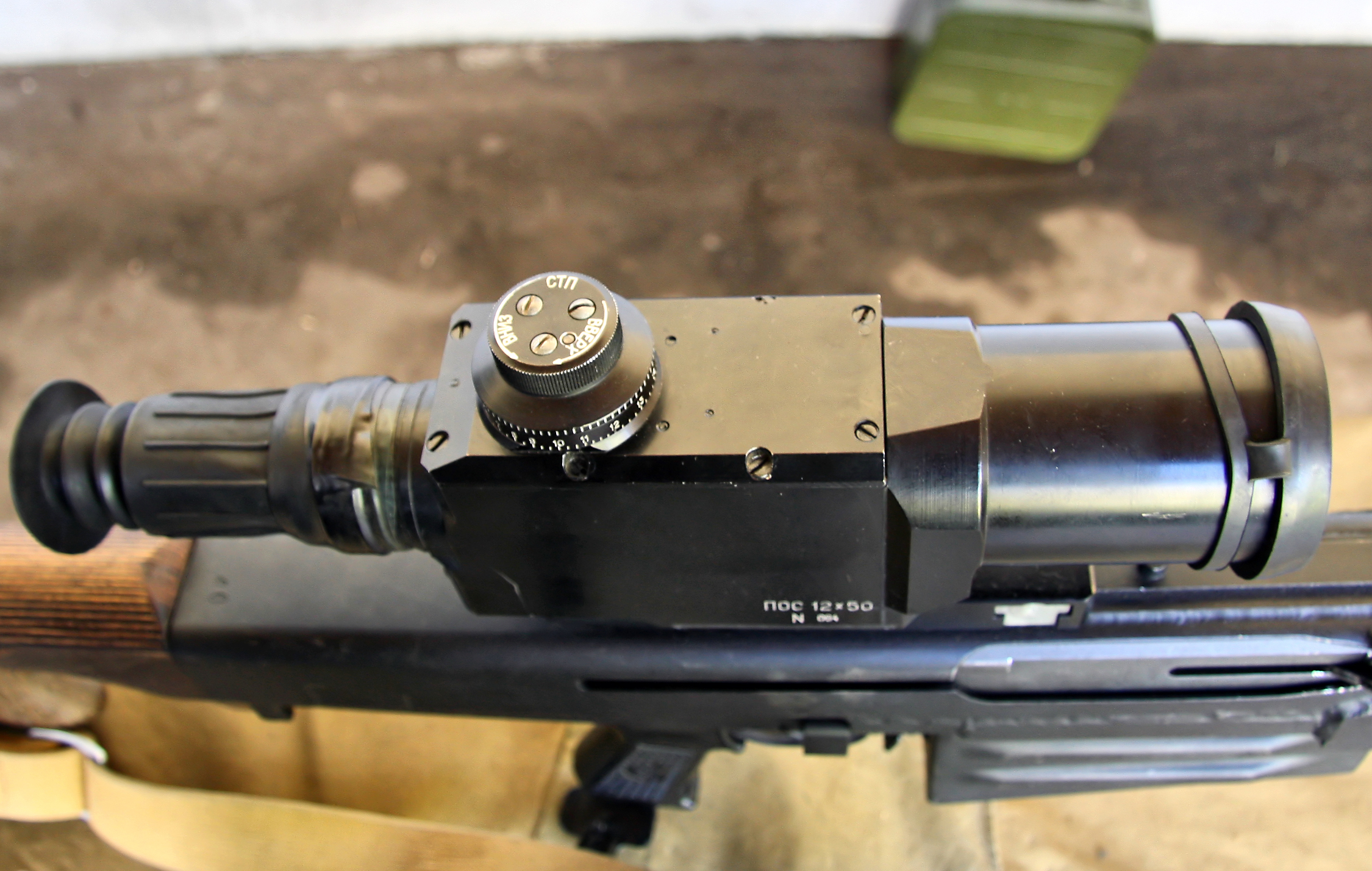
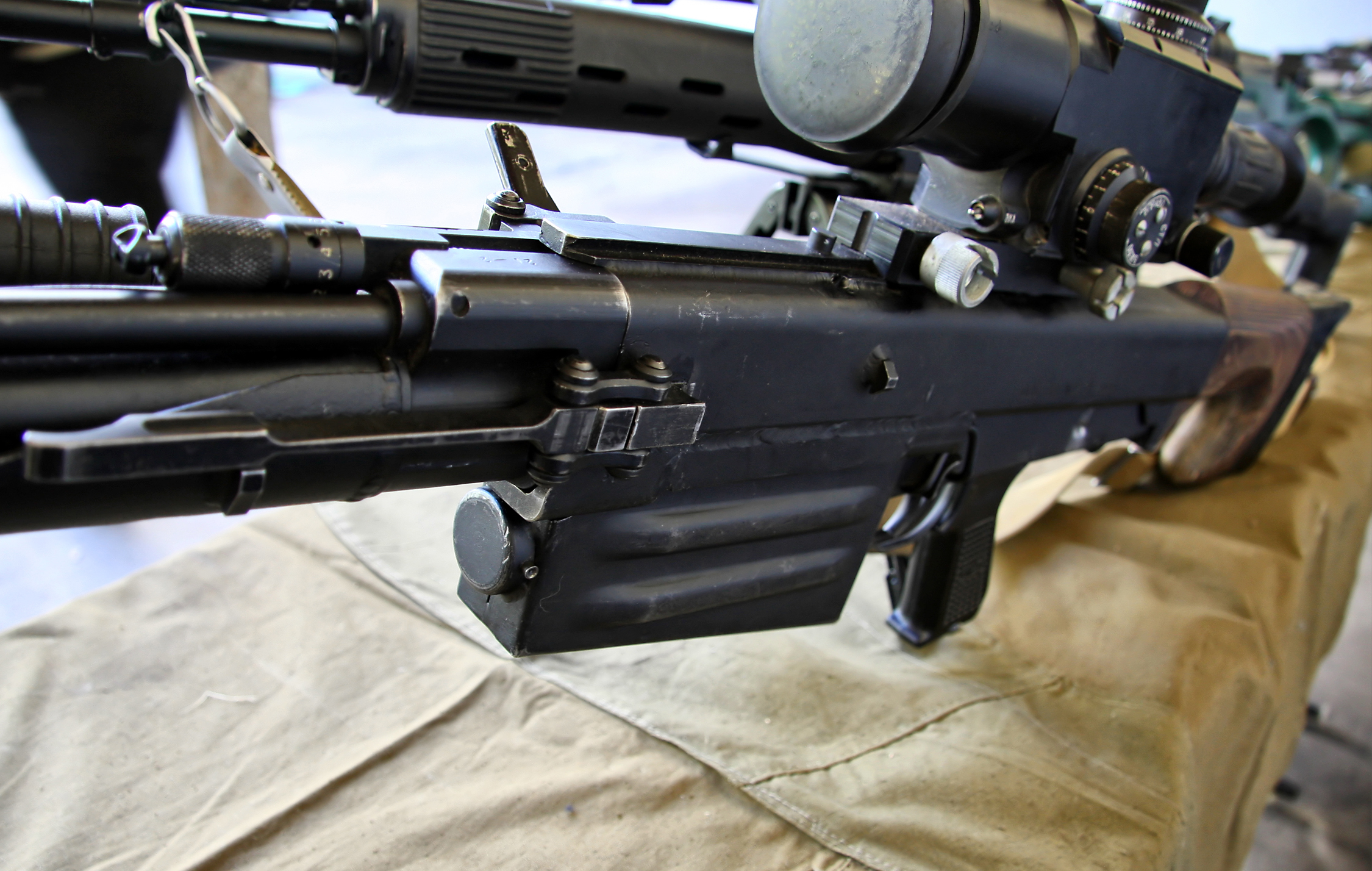
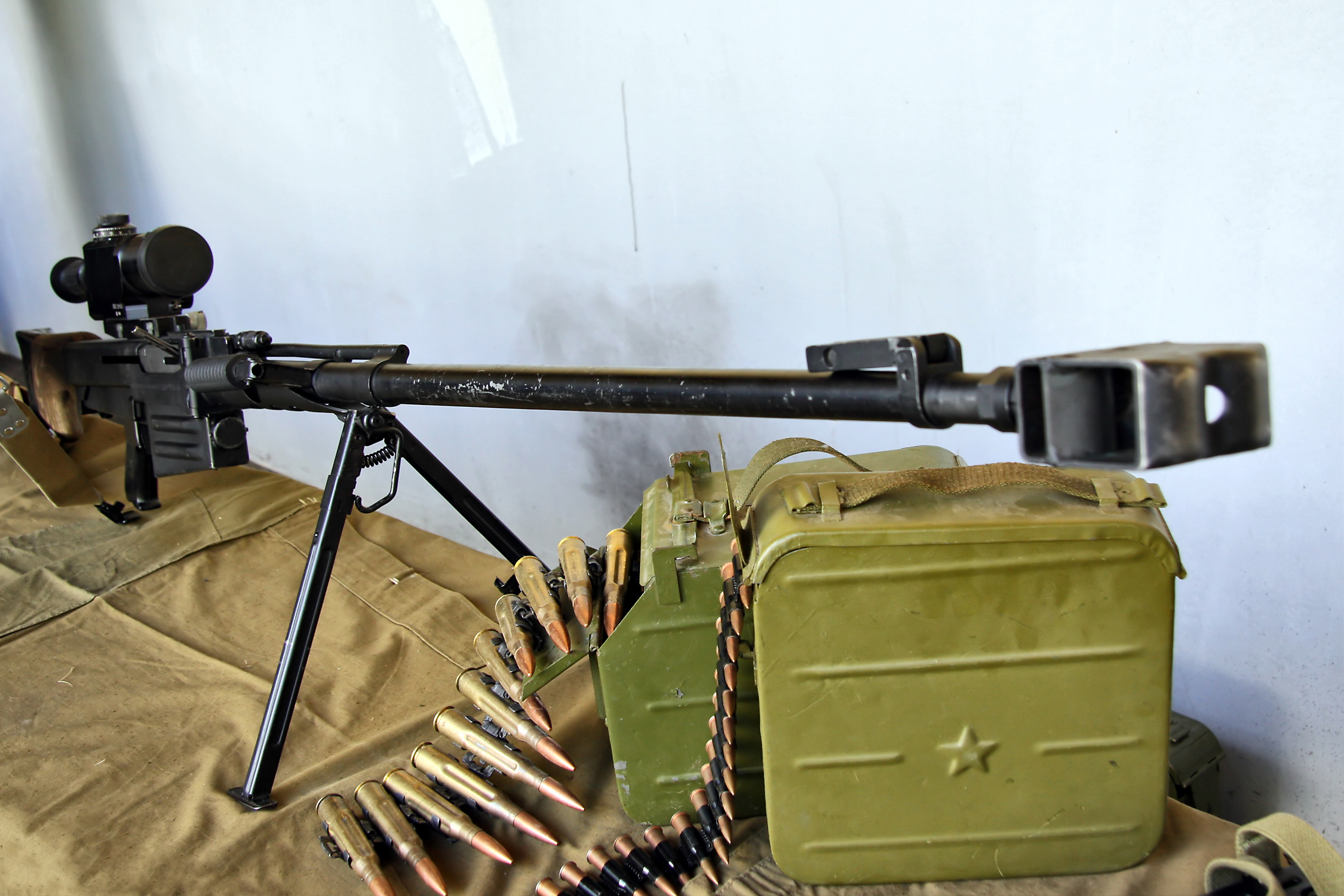

## 資料來源
1. ↑  Сергей Монетчиков. 12,7-мм крупнокалиберная снайперская винтовка В-94 // журнал «Братишка», ноябрь 2003
2. ↑  "В совершенстве овладели бойцы сил специальных операций и 9-миллиметровым бесшумным с лазерным целеуказателем пистолетом-пулеметом ПП-93, который... незаменим для выполнения огневых задач на коротких дистанциях (до 100 метров) в качестве легкого оружия самозащиты для снайпера и разведчика, при действиях в помещениях и траншеях, обеспечивает скрытность действий"
亞歷山大·馬卡羅夫　波爾克高科技。特種作戰部隊 （页面存档备份，存于）（Александр Макаров. Полк высоких технологий. Силы специальных операций）／／雜誌“特警”，2011年7月（журнал "Спецназ", июль 2011）
3. ↑  .   [2012-10-27]. （原始内容存档于2012-07-23）.
4. ↑  .   [2014-09-27]. （原始内容存档于2013-12-16）.
5. ↑  .   [2013-04-20]. （原始内容存档于2013-04-25）.
6. ↑  .   [2018-08-22]. （原始内容存档于2018-02-18）.
7. ↑  .   [2012-10-27]. （原始内容存档于2015-09-24）.
8. ↑  .   [2012-11-27]. （原始内容存档于2012-12-13）.
9. ↑  .   [2013-07-11]. （原始内容存档于2014-11-29）.
10. ↑  .   [2018-08-22]. （原始内容存档于2018-08-23）.
11. ↑  .   [2020-09-05]. （原始内容存档于2018-12-01）.

## 外部連結
- （俄文）—KBP官方網站（页面存档备份，存于）
- （英文）—Modern Firearms—OSV-96 large caliber sniper / anti-materiel rifle（页面存档备份，存于）
- （英文）—Koll, Christian. . Austria: Koll. 2009: 71  [2020-09-26]. ISBN 978-3-200-01445-9. （原始内容存档于2009-10-19）.
- （英文）—Zonawar.ru—OSV 96 large caliber sniper rifle
- （英文）—Military, Security and Civilian Guns and Equipment—OSV-96（页面存档备份，存于）
- （英文）—The Firearm Blog.com—
  - Syrian Rebels Using OSV-96 Semi-Auto .50 Cal Rifle（页面存档备份，存于）
  - Kalashnikov Concern, Tula, TsNIITochMash at IDEX（页面存档备份，存于）
- （英文）—Russian Military Analysis—12.7mm OSV-96 sniper rifle[永久]
- （俄文）—описание ОСВ-96 на сайте ЦКИБ СОО
- （俄文）—современные крупнокалиберные винтовки
- （俄文）—описание В-94 на сайте jollyroger666.narod.ru（页面存档备份，存于）
- （简体中文）—D Boy Gun World（槍炮世界）—V-94/OSV-96狙击步枪（页面存档备份，存于）
- （简体中文）—人民网—OSV-96狙击步枪：猎杀装甲车（页面存档备份，存于）